# Internationaux de Nouvelle-Calédonie 2023
Gli Internationaux de Nouvelle-Calédonie 2023, noti anche come Open SIFA de Nouvelle-Calédonie per motivi di sponsorizzazione, sono stati un torneo maschile di tennis professionistico. È stata la 18ª edizione del torneo, facente parte della categoria Challenger 100 nell'ambito dell'ATP Challenger Tour 2023, con un montepremi di 80 000 $. Si è svolto dal 2 all'8 gennaio 2023 sui campi in cemento del Complexe tennistique municipal "Marie-Louise Lhuillier" di Nouméa, in Nuova Caledonia.

## Partecipanti

### Teste di serie
| Nazionalità          | Giocatore            | Ranking* | Testa di serie |
| -------------------- | -------------------- | -------- | -------------- |
| Cile                 | Cristian Garín       | 85       | 1              |
| Francia              | Hugo Grenier         | 141      | 2              |
| Ungheria             | Zsombor Piros        | 162      | 3              |
| Regno Unito          | Ryan Peniston        | 167      | 4              |
| Francia              | Geoffrey Blancaneaux | 170      | 5              |
| Francia              | Benoît Paire         | 179      | 6              |
| Bosnia ed Erzegovina | Damir Džumhur        | 186      | 7              |
| Italia               | Riccardo Bonadio     | 187      | 8              |

* Ranking al 26 dicembre 2022.

### Altri partecipanti
I seguenti giocatori hanno ricevuto una wild card per il tabellone principale:
- Thomas Fancutt
- Victor Lopes
- Toshihide Matsui

I seguenti giocatori sono passati dalle qualificazioni:
- Jake Delaney
- Jeremy Jin
- Blake Ellis
- Brandon Walkin
- Calum Puttergill
- Blake Mott

## Punti e montepremi
| Torneo    | Torneo              | V      | F      | SF    | QF    | 2T    | 1T    | Q | Q2  | Q1  |
| Singolare | Punti               | 100    | 60     | 36    | 20    | 9     | 0     | 5 | 2   | 0   |
| Singolare | Premi in denaro ($) | 17 650 | 10 380 | 6 140 | 3 570 | 2 105 | 1 270 | – | 635 | 320 |
| Doppio    | Punti               | 100    | 60     | 36    | 20    | –     | 0     | – | –   | –   |
| Doppio    | Premi in denaro ($) | 7 590  | 4 400  | 2 645 | 1 570 | –     | 880   | – | –   | –   |

## Campioni

### Singolare
Raul Brancaccio ha sconfitto in finale  Laurent Lokoli per 4–6, 7–5, 6–2.

### Doppio
Colin Sinclair /  Rubin Statham hanno sconfitto in finale  Toshihide Matsui /  Kaito Uesugi per 6–4, 6–3.